# Mitsuru Mukojima
Mitsuru Mukojima (født 5. maj 1976) er en tidligere japansk fodboldspiller.
Han har spillet for flere forskellige klubber i sin karriere, herunder Nagoya Grampus Eight.